# Христианско-социальный фронт (Чили)
«Христианско-социальный фронт» (исп. Frente Social Cristiano) — правая политическая коалиция в Чили, созданная 6 августа 2021 года между Республиканской партией и Христианско-консервативной партией для выборов 2021 года.

## История
11 января 2021 года Республиканская партия вместе с правящей коалицией «Чили, вперед!» зарегистрировала список под названием «Вперёд за Чили» для выборов в Конституционный съезд, таким образом, являясь единственным списком правых по сравнению с несколькими списками левого толка. Это партнерство, однако, вызвало трения внутри коалиции «Чили, вперед!».
После результатов, полученных на выборах в мае 2021 года, лидер республиканцев Хосе Антонио Каст отказался от идеи проведения совместных президентских праймериз с «Чили, вперед!», в то время как несколько представителей правящей коалиции обсуждали разумность включения Республиканской партии в предстоящие праймериз и продолжение пакта «Вперёд за Чили» на предстоящих президентских и парламентских выборах 2021 года.
Наконец, 6 августа 2021 года Христианско-консервативная партия вместе с Республиканской партией и независимыми членами зарегистрировалась как коалиционный Христианско-социальный фронт для участия в парламентских выборах в ноябре 2021 года, в то время как на местные выборы партии предоставляли отдельные списки.

## Состав коалиции
В коалицию входят 2 политических партии:
| Партия | Партия                            | Партия                        | Лидер             |
| ------ | --------------------------------- | ----------------------------- | ----------------- |
|        | Республиканская партия            | Partido Republicano           | Хосе Антонио Каст |
|        | Христианско-консервативная партия | Partido Conservador Cristiano | Антарес Варела    |

## Участие в выборах

### Парламентские выборы
| Выборы | Палата депутатов | Палата депутатов | Палата депутатов | Сенат   | Сенат | Сенат   | Позиция |
| Выборы | Голосов          | %                | Мест             | Голосов | %     | Мест    | Позиция |
| ------ | ---------------- | ---------------- | ---------------- | ------- | ----- | ------- | ------- |
| 2021   | 707 286          | 11,18%           | 15 из 155        | 336 305 | 7,22% | 1 из 50 |         |

### Президентские выборы
| Выборы | Кандидат          | 1-й тур   | 1-й тур | 2-й тур | 2-й тур | Результат |
| Выборы | Кандидат          | Голосов   | %       | Голосов | %       | Результат |
| ------ | ----------------- | --------- | ------- | ------- | ------- | --------- |
| 2021   | Хосе Антонио Каст | 1 961 779 | 27,91 % |         |         |           |